# Volkan Koçaloğlu
Volkan Koçaloğlu (* 18. Februar 1979 in Çarşamba) ist ein türkischer Fußballspieler.

## Karriere
Koçaloğlu begann seine professionelle Karriere im Jahr 1998 in seiner Heimat bei Çarşambaspor. Danach absolvierte er viele Spiele für Adıyamanspor, Istanbul BB, Çaykur Rizespor, Konyaspor und Giresunspor, jedoch ohne großen Erfolg.
Seit der Saison 2011/12 spielte er für Boluspor. Nach eineinhalb Jahre verließ er zum Frühjahr 2013 Boluspor und wechselte zum Ligakonkurrenten TKİ Tavşanlı Linyitspor.
Im Sommer 2013 wechselte er zum Zweitligisten Orduspor. Im November 2014 verließ er den Verein vorzeitig.